# 大隅海峡

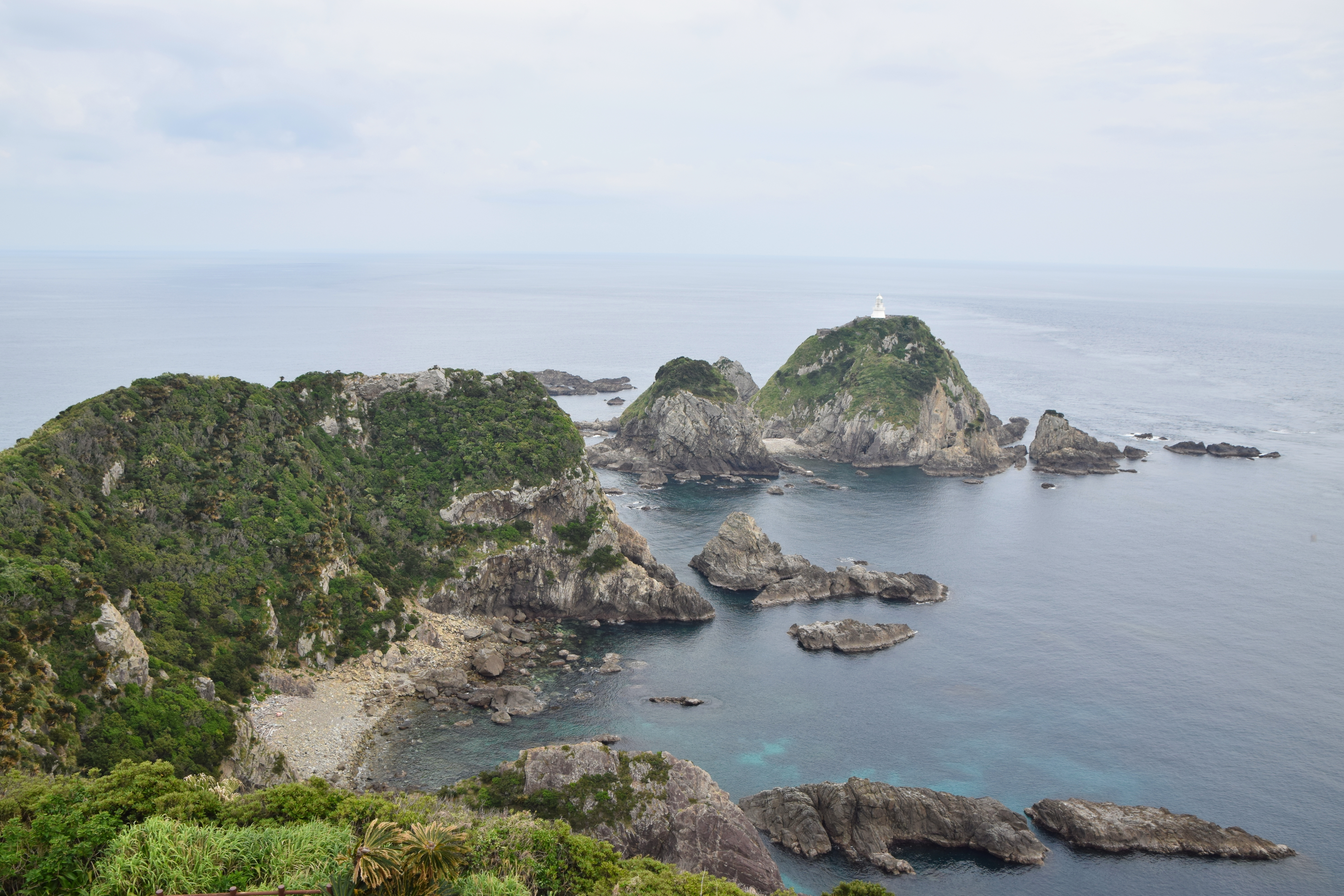
佐多岬から見た大隅海峡

大隅海峡（おおすみかいきょう）は、日本の鹿児島県の大隅半島沖に存在する海峡で、太平洋（フィリピン海）と東シナ海を結ぶ。国内に5つある国際海峡（特定海域）の1つで、領海の幅が通常の12海里から3海里にとどめられている。

## 概要
当海峡の特定海域は概ね九州本島と南西諸島との間を南西から北東に設定されているが、中央部では硫黄島と口永良部島の間（北緯30度36分8.8秒 東経130度16分13.3秒 / 北緯30.602444度 東経130.270361度）、東部では大隅半島と種子島との間（北緯30度56分32.2秒 東経130度58分14.7秒 / 北緯30.942278度 東経130.970750度）を通る。
当海峡に近い重要な港としては、枕崎漁港（特定第3種漁港、北緯31度15分58.9秒 東経130度17分33.2秒）、志布志港（中核国際港湾、北緯31度27分37.4秒 東経131度5分55.6秒）、鹿児島港（北緯31度35分41.6秒 東経130度34分2.1秒 / 北緯31.594889度 東経130.567250度）などがある。
韓国、中国や台湾から太平洋に出るには、津軽海峡通航ルートが最短距離であるが、黒潮を利用して燃料を節約したり、ベーリング海の荒天を避けてアリューシャン列島南方の航路を選択する観点から、北米と中国、台湾等の北東アジアを結ぶ貿易船の2/3～3/4が大隅海峡を通峡している。
クジラやイルカなどの海洋生物の回遊経路に該当するため、近年ではこれらの生物と高速船が衝突する懸念が生じている。